# Vincenzo Lombardo
Vincenzo Lombardo (ur. 21 stycznia 1932 w Santo Stefano di Camastra, zm. 2 grudnia 2007 w Mediolanie) – włoski lekkoatleta, sprinter.
Wystąpił na igrzyskach olimpijskich w 1952 w Helsinkach w biegu na 400 metrów, ale odpadł w eliminacjach. Odpadł w półfinale tej konkurencji na mistrzostwach Europy w 1954 w Bernie. 
Zdobył trzy medale na igrzyskach śródziemnomorskich w 1955 w Barcelonie: srebrne w biegu na 200 metrów (złoty medal zdobył jego kolega z reprezentacji Luigi Gnocchi, a brązowy inny Włoch Wolfango Montanari) i w sztafecie 4 × 400 metrów (w składzie: Luigi Grossi, Mario Paoletti, Lombardo i Baldassare Porto) oraz brązowy w beigu na 400 metrów (wyprzedzili go Francuzi Jacques Degats i Pierre Haarhoff). Na igrzyskach olimpijskich w 1956 w Melbourne zajął 4. miejsce w finale sztafety 4 × 100 metrów (w składzie: Franco Galbiati, Giovanni Ghiselli, Gnocchi i Lombardo), a także odpadł w ćwierćfinale biegu na 200 metrów.
Był mistrzem Włoch w biegu na 400 metrów w 1952, 1954 i 1956.
4 sierpnia 1955 w Atenach poprawił rekord Włoch w biegu na 200 metrów czasem 21,1 s, 13 października 1956 we Florencji ustanowił rekord swego kraju w sztafecie 4 × 100 metrów czasem 40,1 s, a następnego dnia, również we Florencji w sztafecie 4 × 400 metrów czasem 3:10 8. Ten ostatni wynik poprawił czasem 3:09,9 10 lipca 1960 w Sienie.
Rekordy życiowe:
- bieg na 100 metrów – 10,7 s (1955)
- bieg na 200 metrów – 21,1 s (1955)
- bieg na 400 metrów – 47,2 s (1960)

Po zakończeniu kariery lekkoatletycznej pracował w Korpusie Straży Skarbowej, dochodząc do stopnia generała. Jego dwie córki Patrizia i Rossana również były lekkoatletkami, uczestniczkami igrzysk olimpijskich.